# La Adrada
La Adrada és un municipi de la província d'Àvila, a la comunitat autònoma de Castella i Lleó. El 2023 tenia 2.739 habitants.